# Vlag van Oudeschoot

Vlag van Oudeschoot

De vlag van Oudeschoot is de dorpsvlag van het Nederlandse dorp Oudeschoot, in de Friese gemeente Heerenveen. De vlag werd in 2017 geregistreerd.

## Beschrijving
De beschrijving van de vlag is als volgt:
Twee even hoge banen van blauw en geel, met een gele zespuntige ster in de broektop en een schuin geplaatst groen eikenblad; aan de vluchtzijde een schansdwinger, van geel op het blauw en van rood op het geel, uitgaande van de vluchthoeken.
De kleuren zijn afkomstig van het dorpswapen.

## Symboliek

Blauwe baan: overgenomen uit het wapen van Schoterland, de gemeente waar het dorp eertijds deel van uitmaakte. Het dorp vormde namelijk het bestuurscentrum van Schoterland.
- Geel veld: symbool voor de zandgrond waar het dorp op gelegen is.[1]
- Tweedeling wapen: staat voor de tweedeling van het dorp door de A32.[1]
- Eikentak: verwijst naar het bosgebied aan de noordoostkant van het dorp.[1]
- Dwinger: duidt op de schans die ter plaatse aangelegd werd als onderdeel van de Friese waterlinie. Deze schans is deels rood gekleurd om aan te geven dat het gevaar voor Friesland vanuit het zuidoosten kwam.[1]